# Acadèmies Militars Soviètiques
A la Unió Soviètica, l'Exèrcit Roig comptava amb diverses acadèmies militars de diferents especialitats. Les instal·lacions soviètiques militars i policials denominades "acadèmies" (en rus: акаде́мия, akademiya) no eren una escola de graduació, a l'estil de les acadèmies occidentals (com podria ser l'Acadèmia Militar dels Estats Units), sinó que es tractaven d'escoles de post-grau per a oficials experimentats.

## Acadèmia Militar Voroixílov de l'Estat Major de l'Exèrcit de l'URSS
L'Acadèmia Militar Voroixílov de l'Estat Major de l'Exèrcit de l'URSS (en rus: Военная академия генерального штаба вооруженных сил СССР им. К. Е. Ворошилова) va ser fundada el 1936 a Moscou per Leonid Govorov. Va ser anomenada en honor de Kliment Voroixílov, i era la màxima escola professional soviètica (avui russa) per a oficials.
Està situada a Moscou, a Vereda Jolzunova 14, no gaire lluny de l'Acadèmia Militar Frunze. Els oficials "millors i més brillants" de les Forces Armades Soviètiques eren triats per assistir a la més alta i prestigiosa de totes les acadèmies soviètiques. Els estudiants eren (i són) admesos a l'acadèmia a partir del rang de tinent coronel, sent la majoria dels alumnes coronels o generals recent ascendits. Com a norma general, els estudiants que hi ingressaven tenien uns 40 anys de mitjana.
Els oficials seleccionats per a aquesta acadèmia havien d'haver assistit a l'acadèmia de la seva arma o servei. Els graduats que no eren generals o almiralls normalment eren ascendits poc després d'haver completat el curs. La duració del curs era de només dos anys, en contrast amb els 3 anys dels cursos a les acadèmies d'arma i servei.
Els professors i estudiants de l'Acadèmia de l'Estat Major s'involucraren en debats sobre la reestructuració militar soviètica als darrers anys de l'URSS. A la seva majoria van ser partidaris dels esforços reformistes del major Vladimir Lopatin, defensant profundes reduccions de les mides de les Forces Armades.

## Acadèmia Militar Frunze
L'Acadèmia Militar Frunze (en rus: Военная академия им. М. В. Фрунзе) va ser fundada el 1918 com a acadèmia d'Estat Major. El 1921 va ser transformada en l'Acadèmia Militar de l'Exèrcit Roig, rebent el seu nom en honor de Mikhaïl Frunze. Els oficials habituen a ingressar-hi entre els 30 i els 32 anys, amb rang de capità o major, depenent de com superin les competitives proves d'accés.
Durant els anys 30, els cursos acadèmics més alts van ser afegits al currículum Frunze com a cursos avançats per als primers graduats. Aquests cursos es convertirien en la base per a la creació de l'Acadèmia Voroixílov. Després de la creació de l'Acadèmia Voroixílov de l'Estat Major, l'Acadèmia Frunze es redirigí cap a la formació de guerra amb armes combinades.
A l'acadèmia, les assignatures es basaven en la disciplina operacional-tàctica, el marxisme-leninisme, la història del PCUS i la tasca política del Partit, la història de l'art militar i de la guerra, llengües estrangeres i altres seccions d'investigació científica. A finals dels anys 70, la seva biblioteca contenia uns dos milions de volums.
L'Acadèmia Frunze i l'Acadèmia Malinovski van fusionar-se el setembre de 1998 en l'Acadèmia d'Armes Combinades de les Forces Armades de la Federació Russa (en rus: Общевойсковая академия Вооруженных сил Российской Федерации), a les instal·lacions de l'antiga Acadèmia Frunze.
Des del canvi de segle, l'Acadèmia d'Armes Combinades ha estat testimoni de diverses activitats militars conjuntes entre Rússia i Occident, incloent exercicis conjunts amb els Estats Units.
Després de la graduació, cada oficial rep un diploma i un rombe platejat pel seu uniforme, que se situa al costat dret del pit, per damunt de les condecoracions.
Entre altres condecoracions, l'Acadèmia Frunze va rebre les ordes de Lenin, de la Revolució d'Octubre, de la Bandera Roja i de Suvórov.

## L'Acadèmia Militar Dzerjinski de Forces de Míssils
L'Acadèmia Militar Dzerjinski (en rus: Военная академия им. Ф. Э. Дзержинского) es basava en l'Acadèmia d'Artilleria Mijailovskaia de la Rússia Imperial, creada el 1820 a Sant Petersburg. Va ser anomenada en honor de Felix Dzerjinski.
Estava localitzada al costat de l'Hotel Rússia, prop del Kremlin. Anterior Acadèmia d'Artilleria de l'Exèrcit Roig, va ser traslladada de Leningrad a Moscou el 1958, un any abans de formar-se les Forces de Míssils Estratègics. Els oficials amb comandaments en aquestes forces eren admesos en aquesta acadèmia, i tota la informació relativa a ella està altament classificada. Les seves dues majors facultats són les de "comando" i "enginyeria".
L'Acadèmia va ser rebatejada en honor del Tsar Pere el Gran el 1997.

## Acadèmia Militar Budionni de Comunicacions
L'Acadèmia Militar Budionni (en rus: Военная академия связи им. С. М. Буденного) va ser creada el 1832 a Leningrad. Va ser anomenada en honor de Semion Budionni.

## Acadèmia Militar de l'Aire Gagarin
L'Acadèmia Militar de l'Aire Gagarin està situada a Molino, al nord-est de Moscou, a una zona tancada als estrangers. Tots els alts oficials de la Força Aèria Soviètica havien d'assistir a aquesta acadèmia. Tenia com a missió la preparació de "quadres de comandament de les diverses especialitats de l'aviació", a més de ser "un centre científic de treball sobre els problemes operatius de les Forces Aèries i de la tàctica de les diferents branques i tipus de l'aviació". Part del curs es basava en el desenvolupament de noves tècniques per l'ús operatiu de l'aviació.
Va ser batejada en honor del primer cosmonauta, Iuri Gagarin

## Acadèmia Tècnica de Radio-Enginyeria Militar de la Defensa Aèria Góvorov
Acadèmia Tècnica de Radio-Enginyeria Militar de la Defensa Aèria Góvorov (en rus: Военная инженерная радиотехническая академия им. Маршала Советского Союза Говорова Л.А.) va ser creada a Moscou el 1941 com a part subsidiària de l'Acadèmia Militar Frunze, i traslladada a Khàrkiv el 1946. com qualsevol turista podia veure, l'URSS estaca plena de radars, llocs de defensa aeroespacial i punts de llançament de míssils terra-aire, així com d'instal·lacions de comandament, control i comunicacions. Aquesta acadèmia preparava als oficials de la Força de Defensa Aèria en aquestes àrees. Els seus graduats tenien un títol equivalent al de Llicenciat en Sistemes d'Enginyeria o Elèctrics. A més, anualment es graduaven uns 50 oficials amb un grau Kandidat Nauk (equivalent a un Doctorat). Els membres de la facultat de seguida eren dirigits cap als camps de recerca aplicada, i els seus articles apareixien a totes les publicacions de recerca de l'URSS.
Es transformà en la Universitat Militar de Khàrkiv de les Forces Armades Ucraïneses el 1992, poc després de la dissolució de l'URSS.

## Acadèmia Naval Gretxko
L'Acadèmia Naval Gretxko era l'única escola per a oficials de l'Armada Soviètica, i el seu personal incloïa més almiralls que l'acadèmia Frunze. Els estudiants eren tinents, comandants i alguns capitans, amb unes edats compreses entre els 30 i els 35 anys. Tots els oficials de la Marina (inclosos els de l'Aviació Naval) amb posicions superiors al nivell de regiment es graduaven en aquesta escola. Alguns oficials de les Forces Aèries eren assignats al professorat de l'escola, tot i que mai al cos d'estudiants.

## Acadèmia Militar d'Artilleria Kalinin
L'Acadèmia Militar Mikhailovskaia d'Artilleria (rus: Михайловская военная артиллерийская академия) de Sant Petersburg datava de 1698. Va rebre el seu nom el 1849, en honor del Gran Duc Mikhai Pavlovitx de Rússia). El 1925 va quedar fusionada a l'Acadèmia Tècnica Militar de l'Exèrcit Roig, i el 1953 va ser reformada com a Acadèmia Militar d'Artilleria Kalinin (Военная артиллерийская академия им. М. И. Калинина), en honor de Mikhail Kalinin, formant part de l'Acadèmia Dzerjinski.
Recuperà el nom del Gran Duc el 1995.

## Acadèmia Mèdica Militar Kirov
L'Acadèmia Mèdica Militar Kirov (rus: Военно-медицинская академия им. С. М. Кирова) va ser creada el 1798. Situada a Leningrad, preparava cossos mèdics superiors per les Forces Armades, i dirigia la recerca mèdica militar. Segons els estàndards contemporanis, era una escola mèdica a gran escala, amb un gran nombre de professorat i clíniques de recerca, així com d'hospitals afiliats a ella. Després de la graduació, els estudiants eren nomenats oficials amb credencials de doctor en medicina. La institució també proveïa d'entrenament avançat pels doctors mèdics militars de mitja carrera.

## Acadèmia Militar Kuibixev d'Enginyers
Amb seu a Moscou, aquesta acadèmia militar preparava oficials subalterns de tropes enginyeres.

## Acadèmia Político-Militar Lenin
En rus, Военно-политическая академия имени В. И. Ленина. Estava especialitzada en la preparació d'oficials polítics per a totes les branques de les Forces Armades Soviètiques.
Després de diverses reorganitzacions, va fusionar-se el 1994 amb l'Institut Militar de Llengües Estrangeres, convertint-se en la Universitat Militar del Ministeri de Defensa de la Federació Russa.

## Acadèmia de Comandament Militar de Defensa Aèria Júkov
Localitzada a Kalinin, a les ribes del Volga, entre Moscou i Sant Petersburg. A més de la seva tasca formativa i d'entrenament, és un centre d'investigació sobre tàctica, comandament, comunicacions i control en qüestions de defensa aèria. Rep el seu nom en honor del Mariscal Gueorgui Júkov

## Acadèmia d'Enginyeria de la Força Aèria Jukovki
Fundada a Moscou el 1920 (rus: Военно-воздушная инженерная академия имени профессора Н. Е. Жуковского) i batejada en honor de Nikolai Egorovitx Jukovski per formar als enginyers de les Forces Aèries, així com als estudiants i científics.
Segueix situada a Moscou, a l'avinguda Leningrad. El curs dura 5 anys; i a més de ser una institució acadèmia, és un centre científic sobre tecnologia aeronàutica, tècnica i de combat.